# Гуйян
Гуйя́н (кит. упр. 贵阳, пиньинь Guìyáng) — городской округ в провинции Гуйчжоу КНР.

## География

### Климат
Климат влажный субтропический, среднемесячная температура — от +10 °C зимой до +28 °C летом.

## История
Во времена империи Тан центральные власти стали вводить для племён, живущих возле границ страны, административный аппарат, по структуре схожий с общеимперским. Для контроля за административным аппаратом в регионе, лежащем к югу от реки Уцзян, был основан военный пост Цзюйчжоу (矩州). Во времена империи Сун в 1119 году Цзюйчжоу был переименован в Гуйчжоу (贵州).
После монгольского завоевания и основания империи Юань данные места в административном плане получили название «Шуньюаньский регион» (顺元路), а место размещения властей региона стали называть «Шуньюаньским городом» (顺元城).
Во времена империи Мин в 1413 году была официально создана провинция Гуйчжоу, для управления которой была введена соответствующая чиновничья должность (бучжэнши). Сначала местом размещения аппарата бучжэнши была Чэнфаньская управа (程番府), а в 1569 году аппарат переехал в эти места, где была создана Гуйянская управа (贵阳府). В 1601 году Гуйянская управа была поднята в статусе, став Гуйянской военно-гражданской управой (贵阳军民府). В 1608 году на подвластных управе землях были созданы уезды Гуйсянь (贵县) и Гуйдин (贵定县), подчинённые напрямую властям управы (минуя промежуточный статус в виде области).
После маньчжурского завоевания цинский чиновник в ранге сюньфу, назначенный для управления провинцией Гуйчжоу, также разместил свою ставку в этих местах. В 1687 году Гуйянская военно-гражданская управа была преобразована в обычную управу; также были созданы уезды Гуйчжу (贵筑县) и Синьгуй (新贵县), власти которых размещались там же, где и власти управы. В 1695 году уезд Синьгуй был присоединён к уезду Гуйчжу. К концу существования империи Цин Гуйянской управе подчинялись 4 уезда, 3 области и 1 комиссариат. После Синьхайской революции в Китае была проведена реформа структуры административного деления, в ходе которой комиссариаты, области и управы были упразднены, поэтому в 1914 году Гуйянская управа была расформирована, а в бывшем месте размещения её властей был создан уезд Гуйян (贵阳县); власти бывшего уезда Гуйчжу переехали в посёлок Сифэн, и северная часть уезда Сювэнь была выделена в отдельный уезд Сифэн.
1 июля 1941 года был официально расформирован уезд Гуйян, и его урбанизированная часть стала городом Гуйян, а остальная — уездом Гуйчжу, власти которого разместились в посёлке Хуаси.
15 ноября 1949 года в Гуйян вошли войска НОАК, и 23 ноября 1949 года было образовано Народное правительство Гуйяна. В 1950 году был образован Специальный район Гуйян (贵阳专区), состоящий из 10 уездов; власти специального района разместились в посёлке Хуаси уезда Гуйчжу. В 1951 году уезд Лодянь перешёл из Специального района Душань (独山专区) в Специальный район Гуйян. В 1952 году власти Специального района Гуйян переехали в уезд Гуйдин, и Специальный район Гуйян был переименован в Специальный район Гуйдин (贵定专区).
В 1954 году уезд Гуйчжу (贵筑县) перешёл из состава Специального района Гуйдин под юрисдикцию властей Гуйяна.
В 1955 году районы Гуйяна вместо номеров получили названия: появились районы Наньмин, Юньянь и Фушуй.
В 1956 году был расформирован Специальный район Гуйдин. 8 ранее входивших в его состав уездов перешли в состав Специального района Аньшунь (安顺专区), а уезды Чаншунь и Лодянь — в состав Цяньнань-Буи-Мяоского автономного округа.
В 1958 году уезд Гуйчжу был расформирован, а на его месте были образованы районы Хуаси и Удан, район Фушуй был присоединён к району Юньянь; тогда же под юрисдикцию властей Гуйяна перешли Цинчжэнь, Сювэнь и Кайян из Специального района Аньшунь (安顺专区), и уезд Хуэйшуй из Цяньнань-Буи-Мяоского автономного округа.
В декабре 1959 года посёлок Байюнь был выведен из состава района Удан и подчинён напрямую властям Гуйяна, но в 1962 году он был возвращён в состав района Удан.
В октябре 1963 года уезд Кайян был передан в состав Специального района Цзуньи (遵义专区), уезды Сювэнь и Цинчжэнь вернулись в состав Специального района Аньшунь, а уезд Хуэйшуй — в состав Цяньнань-Буи-Мяоского автономного округа.
В мае 1966 года районы Хуаси и Удан были объединены в Пригородный район (郊区), но уже в марте 1967 года Пригородный район был расформирован, и были вновь образованы районы Хуаси и Удан.
7 июня 1973 года из района Удан был выделен район Байюнь.
Постановлением Госсовета КНР от 1 января 1996 года городской уезд Цинчжэнь и уезды Сювэнь, Кайян и Сифэн были переданы из состава Округа Аньшунь под юрисдикцию властей Гуйяна.
Постановлением Госсовета КНР от 21 января 2000 года был создан район Сяохэ (小河区).
В 2000 году на части территории районов Байюнь и Удан был создан Новый район Цзиньян (金阳新区).
Постановлением Госсовета КНР от 15 ноября 2012 года район Сяохэ был присоединён к району Хуаси, а на основе Нового района Цзиньян был создан отдельный район городского подчинения (чтобы избежать дублирования названия с уездом Цзиньян в провинции Сычуань, район получил название «Гуаньшаньху»).

## Административно-территориальное деление
Городской округ Гуйян делится на 6 районов, 1 городской уезд, 3 уезда:
| Карта                                                                    | Карта       | Карта     | Карта         | Карта            | Карта         |
| ------------------------------------------------------------------------ | ----------- | --------- | ------------- | ---------------- | ------------- |
| Наньмин Юньянь Хуаси Удан Байюнь Гуаньшаньху Кайян Сифэн Сювэнь Цинчжэнь |             |           |               |                  |               |
| Статус                                                                   | Название    | Иероглифы | Пиньинь       | Население (2010) | Площадь (км²) |
| Район                                                                    | Наньмин     | 南明区    | Nánmíng qū    |                  |               |
| Район                                                                    | Юньянь      | 云岩区    | Yúnyán qū     |                  |               |
| Район                                                                    | Хуаси       | 花溪区    | Huāxī qū      |                  |               |
| Район                                                                    | Удан        | 乌当区    | Wūdāng qū     |                  |               |
| Район                                                                    | Байюнь      | 白云区    | Báiyún qū     |                  |               |
| Район                                                                    | Гуаньшаньху | 观山湖区  | Guānshānhú qū |                  |               |
| Городской уезд                                                           | Цинчжэнь    | 清镇市    | Qīngzhèn shì  |                  |               |
| Уезд                                                                     | Кайян       | 开阳县    | Kāiyáng xiàn  |                  |               |
| Уезд                                                                     | Сифэн       | 息烽县    | Xīfēng xiàn   |                  |               |
| Уезд                                                                     | Сювэнь      | 修文县    | Xiūwén xiàn   |                  |               |

## Население
Национальный состав: 85 % — ханьцы, 6 % — мяо, 5 % — буи.

### Религия
В городе имеется значительная католическая община.

## Экономика
Гуйян является крупнейшим промышленным, торговым, транспортным и финансовым центром Гуйчжоу. В городе расположены крупные логистические и оптовые центры, через которые проходят овощи, фрукты, мебель, бытовая электроника, стройматериалы и автомобили. В окрестностях Гуйяна находится несколько гидроэлектростанций, которые покрывают основные потребности округа в электроэнергии. Остальную электроэнергию поставляют теплоэлектростанции, работающие на местном угле.  
В Гуйяне базируется завод Guizhou Aircraft Industry Corporation (подразделение AVIC), который производит истребители, учебные самолёты, боевые беспилотные летательные аппараты, турбовентиляторные двигатели и ракетные комплексы. Также в городе расположены металлургический завод, машиностроительные, химические, фармацевтические и пищевые предприятия, заводы по выпуску электроники и стройматериалов. 

### Информационные технологии
В Гуйяне активно развиваются информационные технологии и индустрия больших данных, в городе имеются офисы, дата-центры и исследовательские центры таких мировых гигантов, как Huawei, Tencent, Alibaba Group, Foxconn, Microsoft, Qualcomm и Hyundai Motor. В 2015 году в Гуйяне была основана первая в стране площадка по торговле данными — Global Big Data Exchange (Глобальная биржа по обмену большими данными), в том числе в области метеорологии, электроэнергии, телекоммуникаций и мобильных данных. По состоянию на август 2024 года на платформе Global Big Data Exchange работали 1466 субъектов, а совокупный объем транзакций составлял 5,3 млрд юаней.
В мае 2021 года в новом районе Гуйань начал работу первый китайский центр данных компании Apple (совместное предприятие Apple Inc. и Guizhou Cloud Big Data Industry). Центр данных предоставляет облачные услуги iCloud в материковом Китае.

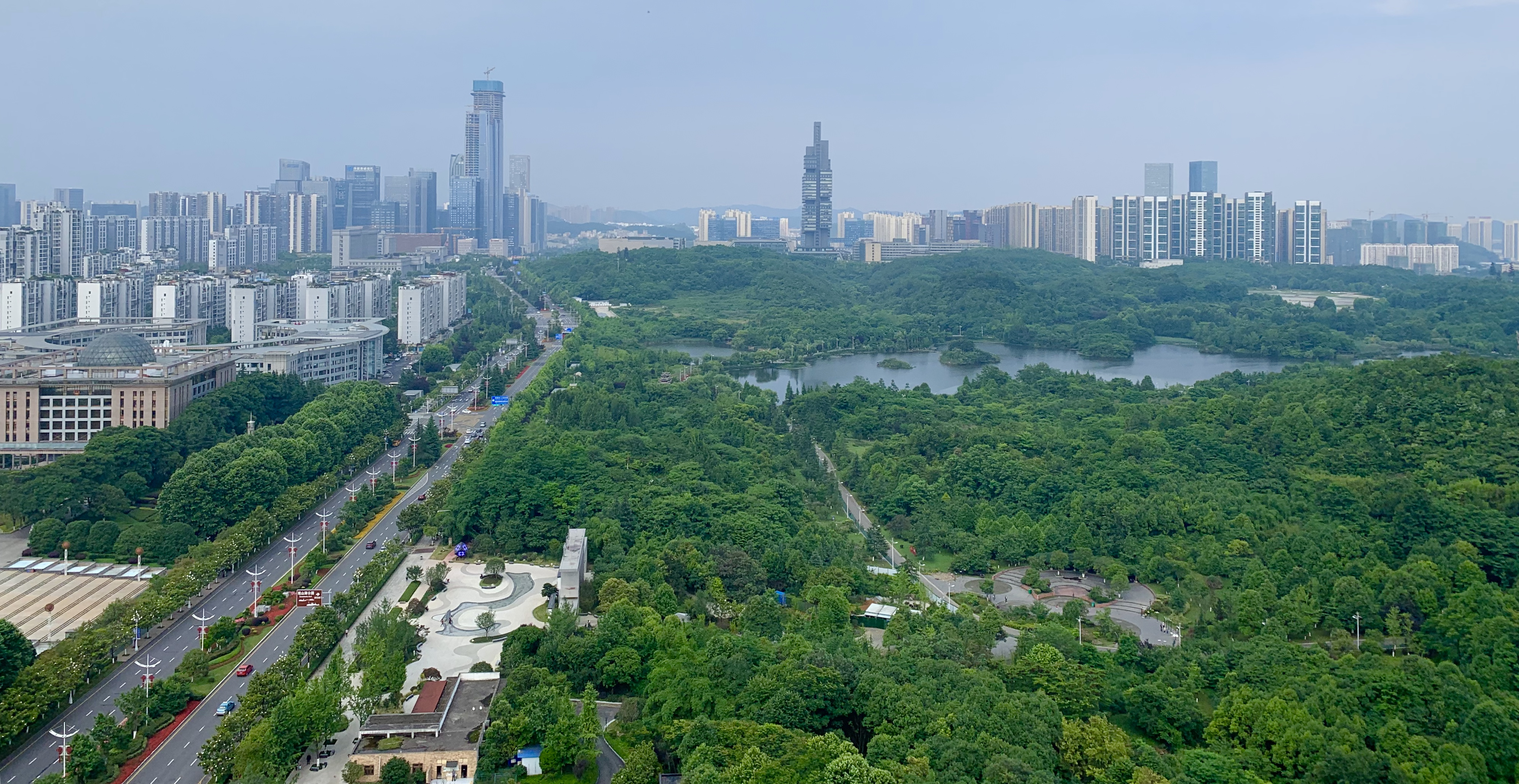
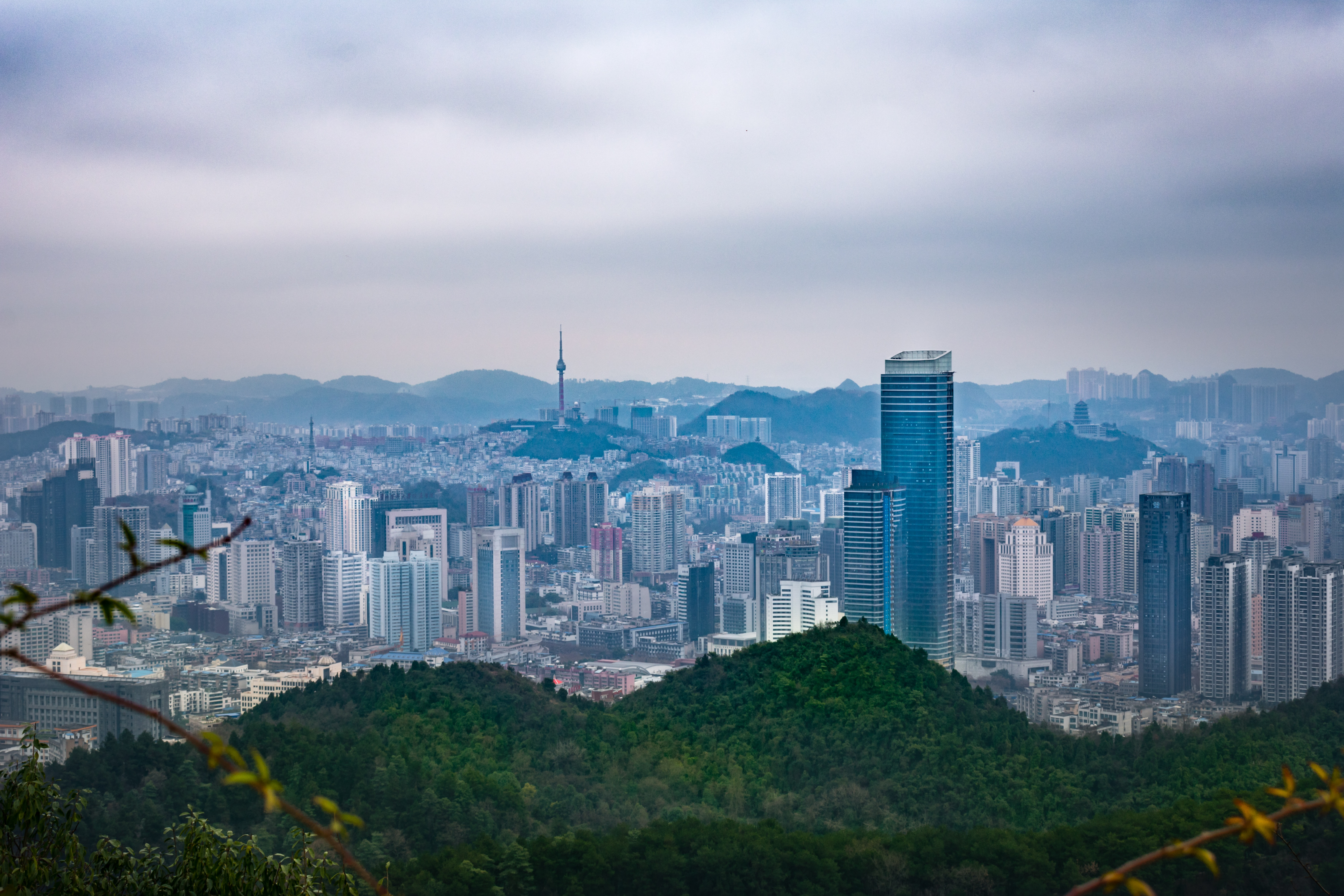
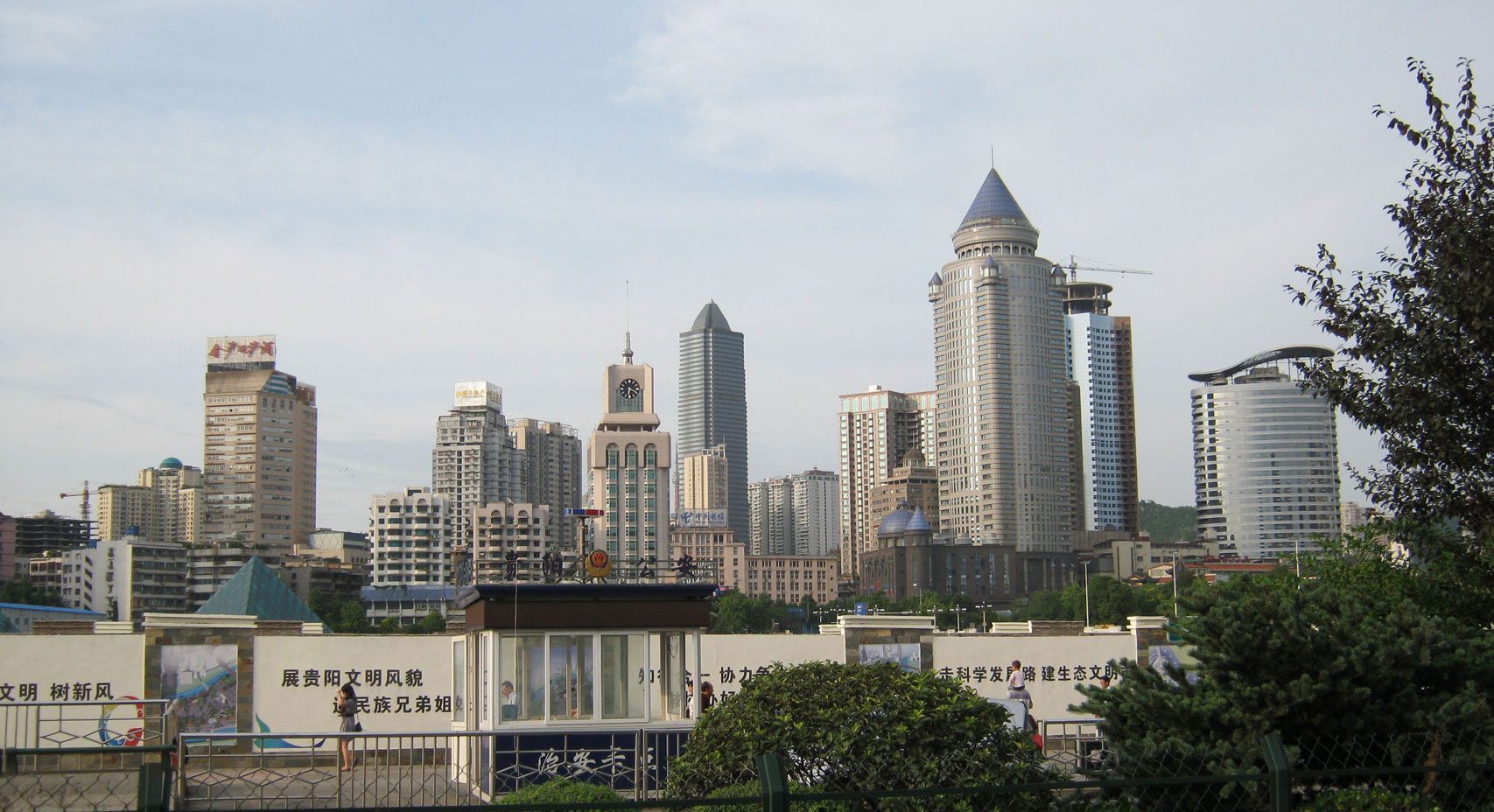
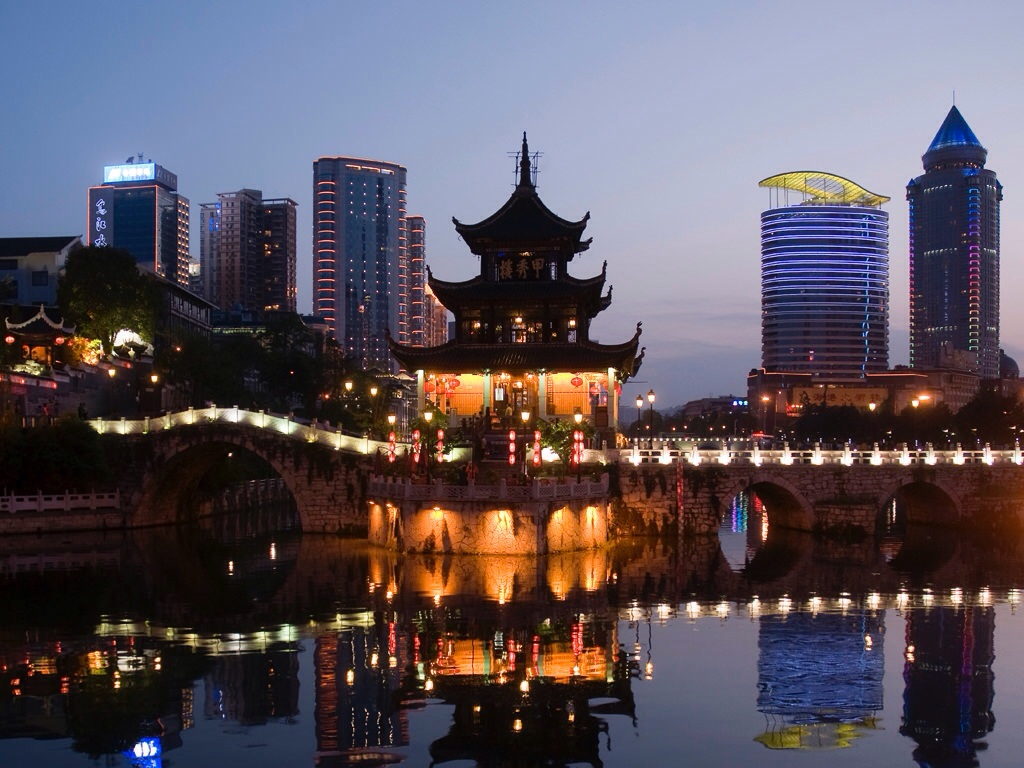
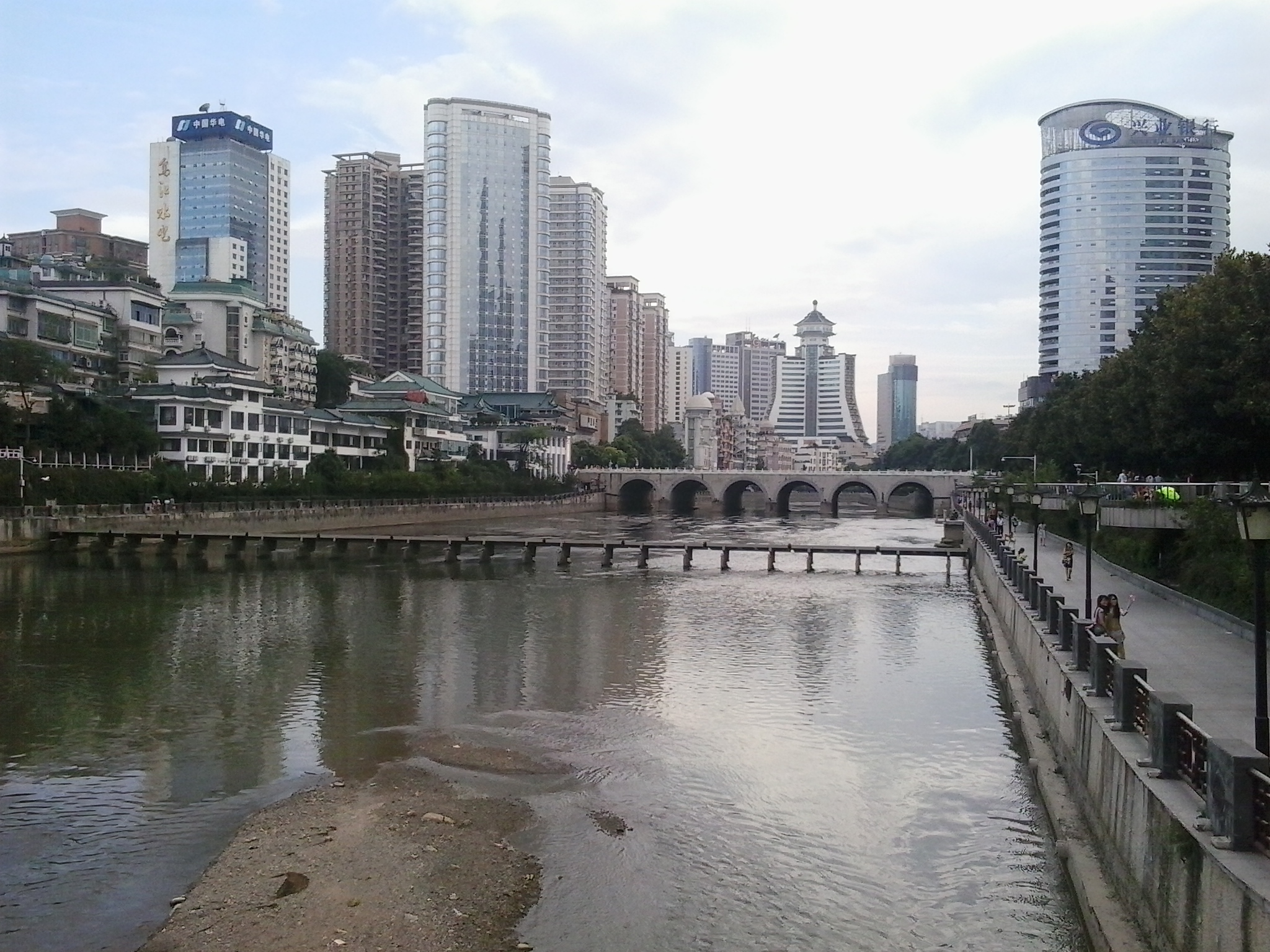

### Розничная торговля
В Гуйяне представлены ведущие китайские и мировые розничные сети гипермаркетов, супермаркетов, универмагов и магазинов электроники — Walmart, Carrefour, RT-Mart, Parkson, BHG, GOME и Suning. Среди сетей общественного питания лидируют McDonald’s, Burger King и Starbucks.

### Туризм

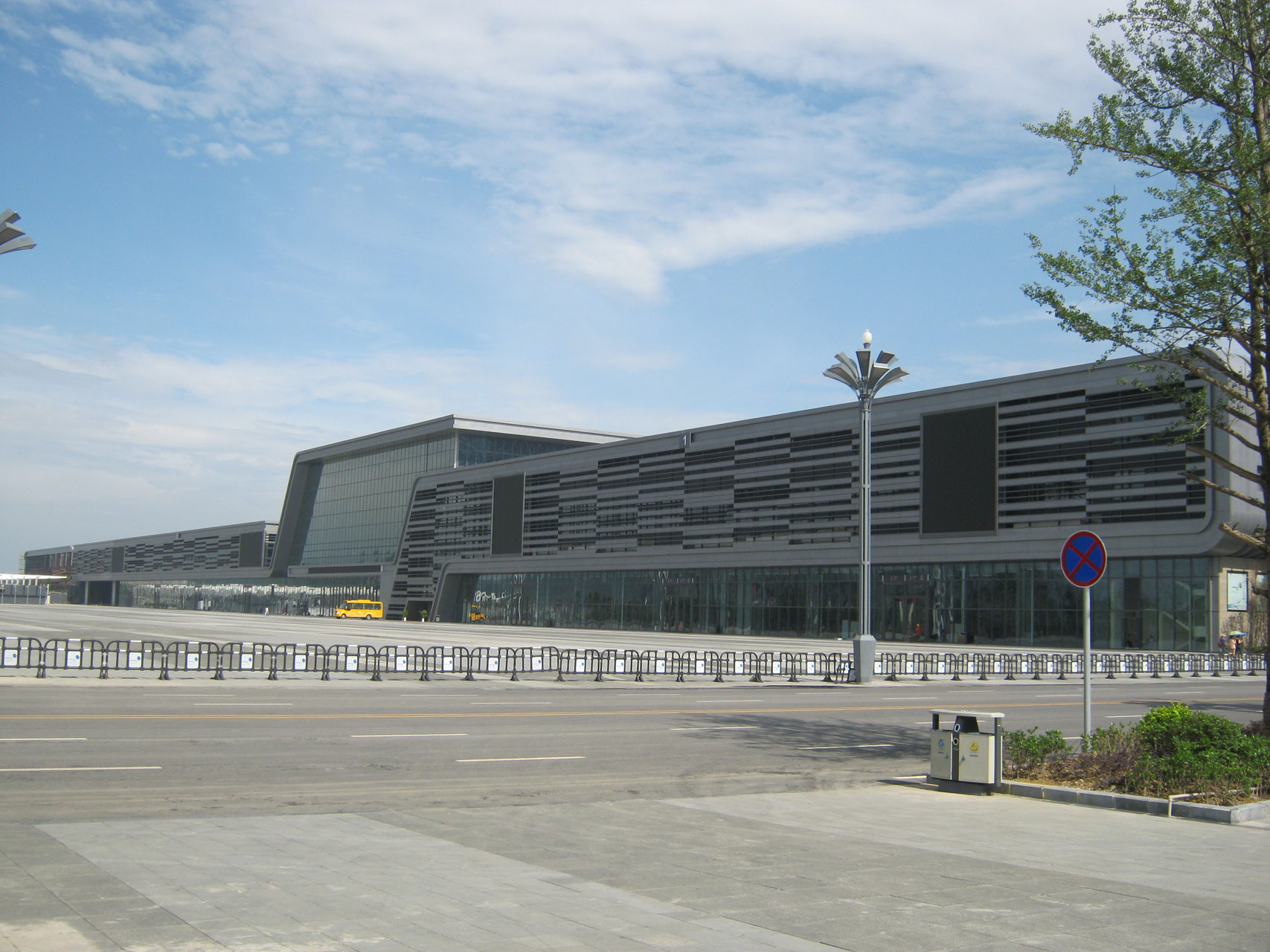
Выставочный центр Гуйяна

В Гуйяне активно развивается деловой туризм. Для этих целей в городе построен большой центр выставок и конгрессов.

## Транспорт

### Авиационный
Международный аэропорт Гуйян Лундунбао располагается в 11 километрах от центра городского округа. Был открыт в 1997 году. Важное значение имеют грузовые авиаперевозки в Индию и Пакистан.
В Гуйяне базируются авиакомпании Colorful Guizhou Airlines и Guizhou Civil Aviation Industry Group.

### Железнодорожный
28 декабря 2017 года был открыт Гуйянский метрополитен, который строился с 2013 года.
Важное значение имеет железнодорожное грузовое сообщение между Гуйяном и странами Европы, в том числе Россией, Польшей и Германией.

### Автомобильный
Основные магистрали: скоростное шоссе Гуйян — Цзиньша — Гулинь.

## Наука и образование
- Университет Гуйчжоу

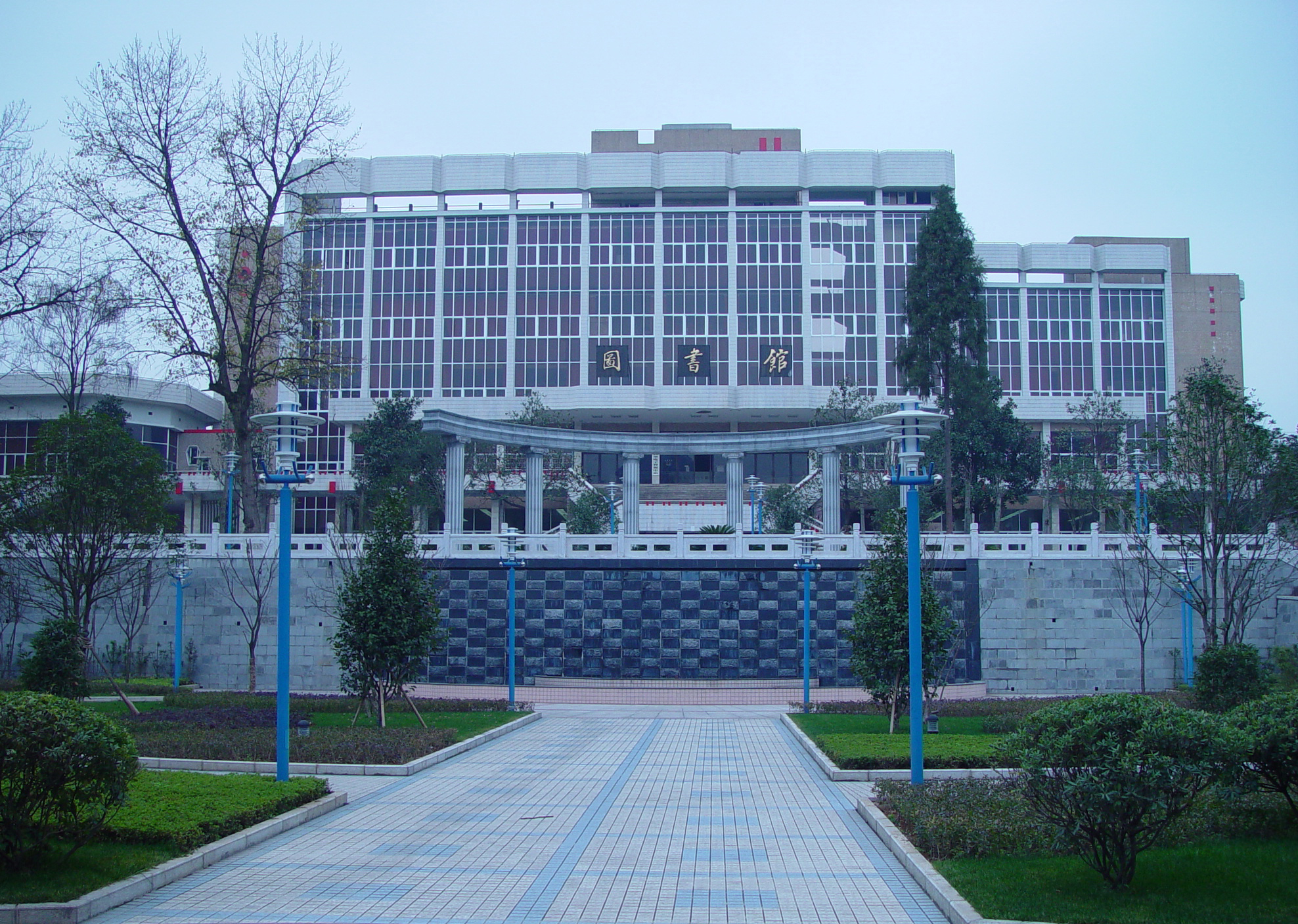
Библиотека университета Гуйчжоу

- Педагогический университет Гуйчжоу
- Медицинский университет Гуйчжоу
- Университет финансов и экономики Гуйчжоу
- Университет национальностей Гуйчжоу
- Технологический институт Гуйчжоу
- Гуйянский колледж традиционной китайской медицины
- Торговый колледж Гуйчжоу

## Города-побратимы
Гуйян является городом-побратимом следующих городов:
- Палмерстон-Норт, Новая Зеландия